# Jaroslav Šimek
Jaroslav Šimek (* 24. prosince 1945) je bývalý český fotbalista, obránce.

## Fotbalová kariéra
V československé lize hrál za Slavii Praha. Nastoupil v 52 ligových utkáních a dal 2 ligové góly. V Poháru UEFA nastoupil ve 4 utkáních.

## Ligová bilance
| Ročník                                   | Zápasy | Góly | Klub         |
| ---------------------------------------- | ------ | ---- | ------------ |
| 1. československá fotbalová liga 1967/68 | 17     | 1    | Slavia Praha |
| 1. československá fotbalová liga 1968/69 | 18     | 1    | Slavia Praha |
| 1. československá fotbalová liga 1969/70 | 16     | 0    | Slavia Praha |
| 1. československá fotbalová liga 1970/71 | 11     | 0    | Slavia Praha |
| CELKEM                                   | 52     | 2    |              |